# Občice
Občice este o localitate din comuna Dolenjske Toplice, Slovenia, cu o populație de 56 de locuitori.